# Pufendorf

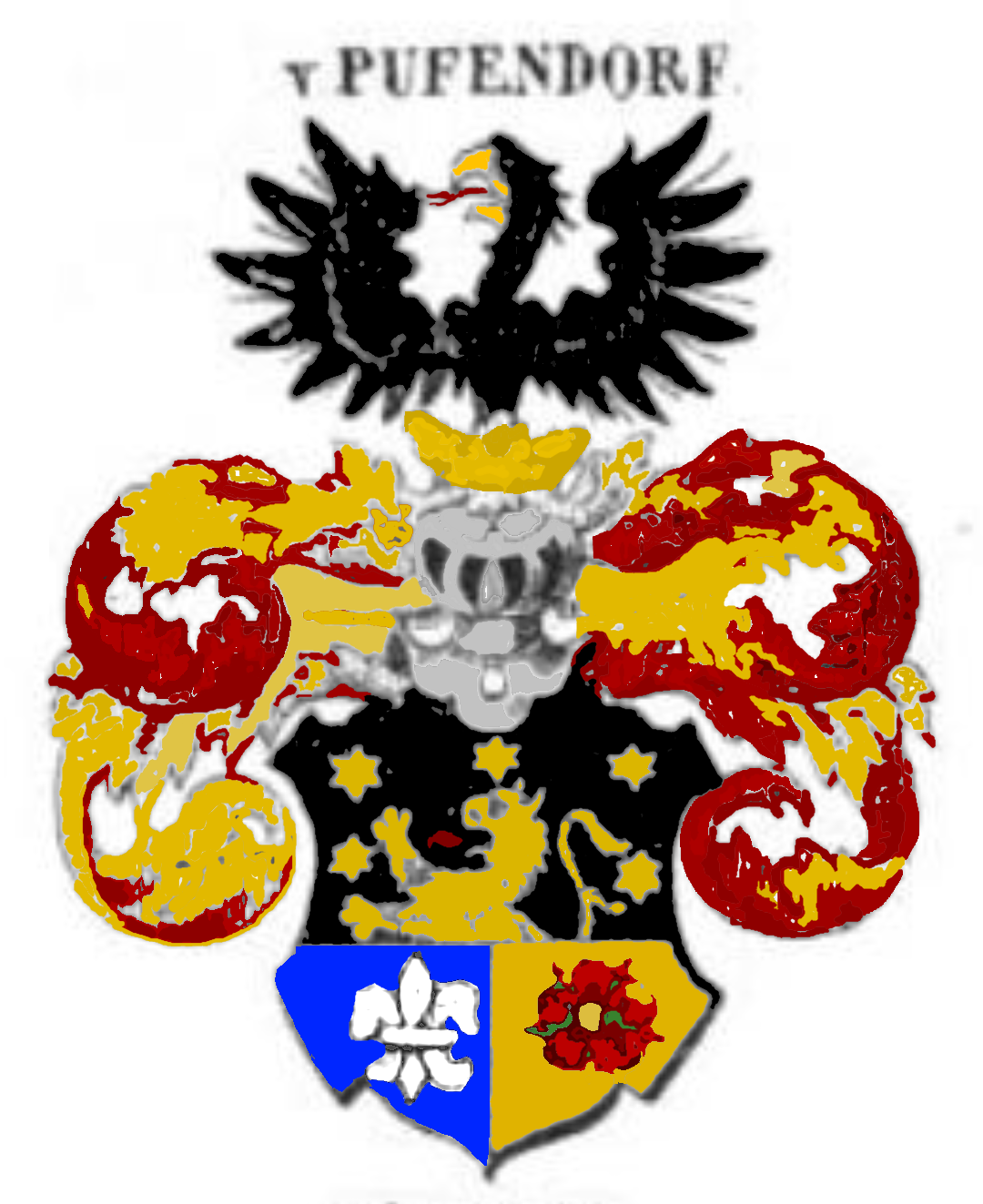
Wappen 1673

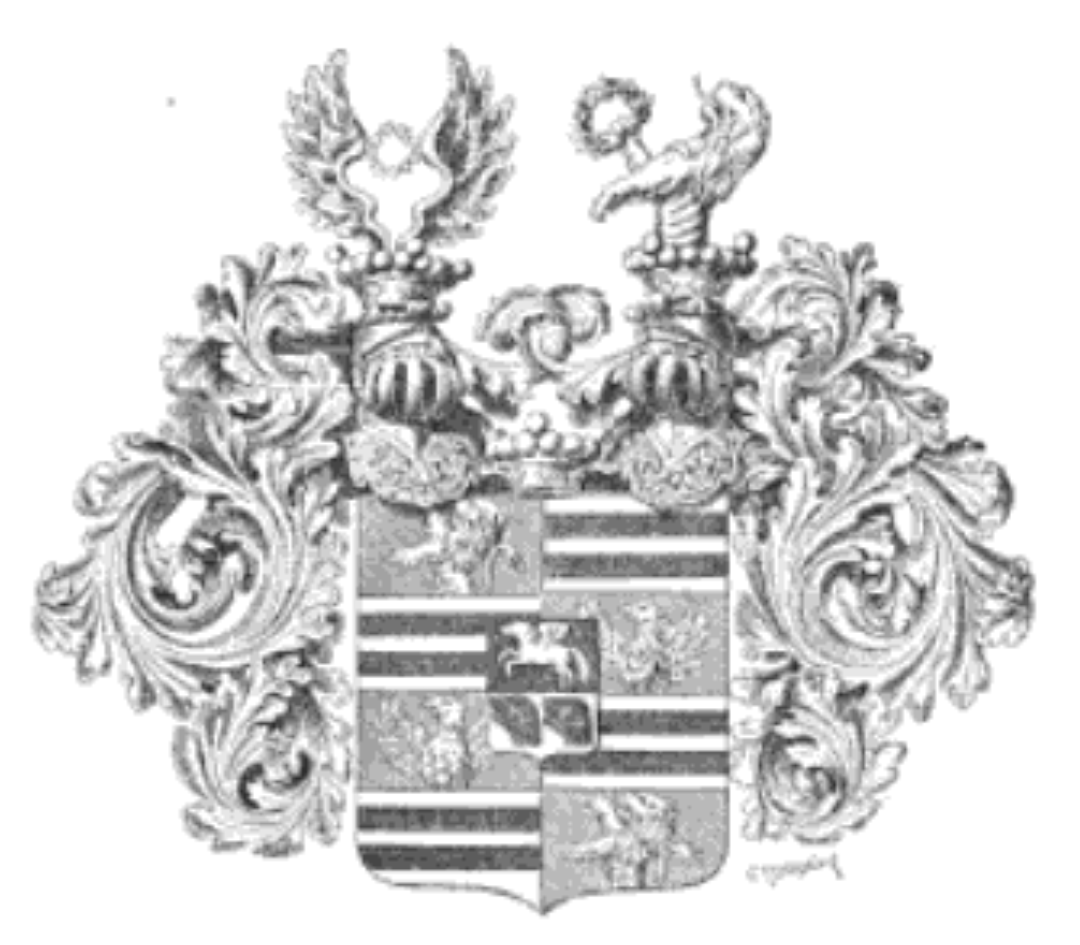
Freiherrenwappen 1694

Pufendorf ([ˈpuːfn̪doɐf]) bzw. Pufendörfer ist der Name einer preußischen Familie, die mit Esaias von Pufendorf am 20. Dezember 1673 einschließlich der Verleihung eines Wappens in den schwedischen Adelsstand erhoben und darin mehrmals kaiserlich bestätigt wurde. Nach v. Meding geschah diese Adelserhebung erst 1682. Samuel von Pufendorf stand in kur-brandenburgischen Diensten und empfing seine Adelsbestätigung am 17. Mai 1684 und seinen Freiherrenstand am 31. Mai 1694 von König Karl XI. von Schweden. Samuels Nachkommen wurden im Jahr 1756 durch Kaiser Franz I. unter Bestätigung des bereits verliehenen Wappens in den Reichsadelsstand erhoben. Über mehrere Generationen stellte die Familie lutherische Pfarrer, zeitweise stand sie in militärischen Diensten des Königreichs Hannover.

## Familienmitglieder (chronologisch)
- Esaias Elias Pufendörfer (1592–1648), von 1633 bis 1648 Pfarrer in Flöha
- Jeremias Pufendorf (1623–1703), ab 1648 Pfarrer in Flöha 
  - Esaias Pufendorf († 1738), Oberappellationsgerichtsrat in Celle
    - Friedrich Esaias Pufendorf (1707–1785), Richter und Wissenschaftler
- Esaias von Pufendorf (1628–1689), Diplomat in schwedischen und dänischen Diensten
- Samuel von Pufendorf (1632–1694), deutscher Naturrechtsphilosoph, Staatsrechtslehrer und Historiker
- Ludolf Friedrich Johann von Pufendorf (1747–1828), Oberappellationsgerichtsrat in Celle
- Wilhelm von Pufendorf (1790–1838), Oberappellationsgerichtsrat in Celle
- Friedrich von Pufendorf († 1852), deutscher Verwaltungsjurist
- Ludwig August von Pufendorf (1859–1931), deutscher Landrat und Parlamentarier
  - Rudolf von Pufendorf (1900–1943), deutscher Kapitän zur See der Kriegsmarine
  - Ulrich von Pufendorf (1901–1989), deutscher Diplomlandwirt und Publizist
- Lutz von Pufendorf (* 1942), deutscher Politiker (CDU)
- Max von Pufendorf (* 1976), deutscher Schauspieler